# Heinz Jagodzinski

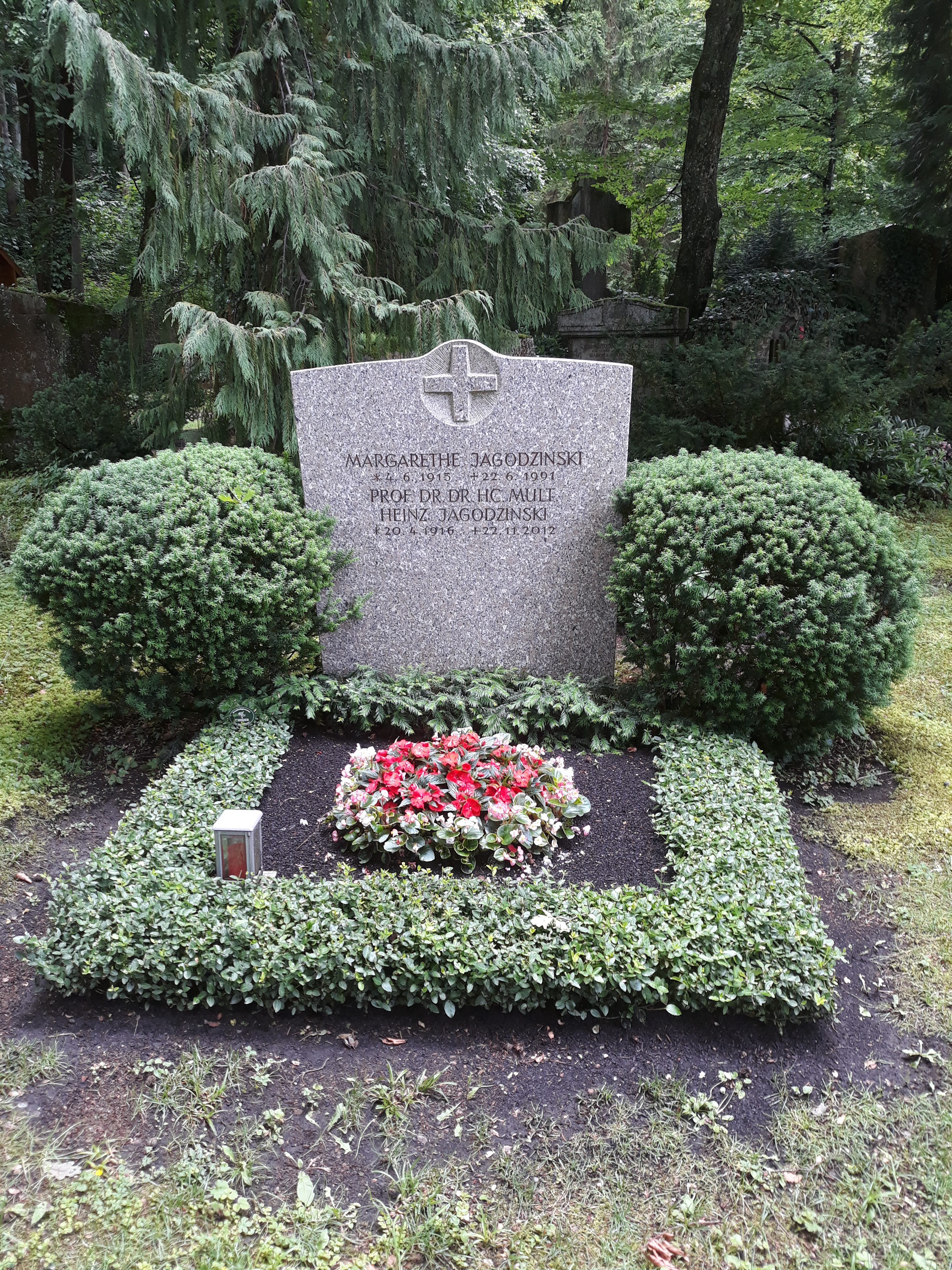
Das Grab von Heinz Jagodzinski und seiner Ehefrau Margarethe, geborene Brandenburg, auf dem Waldfriedhof Gauting

Heinz Jagodzinski (* 20. April 1916 in Aschersleben; † 22. November 2012 in München) war ein deutscher Physiker, Mineraloge und Kristallograph.
Jagodzinski studierte Physik an der Universität Greifswald und der Universität Göttingen, an der er 1941 in Physik promoviert wurde (Über die Druckabhängigkeit der Anregungstemperatur in der Lichtbogensäule). Nach der Habilitation 1944 in Marburg leitete er die Abteilung Kristallkunde am Max-Planck-Institut für Silicatforschung in Würzburg, wo er 1955 außerplanmäßiger Professor wurde. Ab 1959 war er Professor für Mineralogie an der TH Karlsruhe. Seit 1963 war er ordentlicher Professor für Mineralogie und Kristallographie an der Ludwig-Maximilians-Universität München. Von 1964 an war er Leiter der Bayerischen Staatssammlung für Mineralogie.
Er veröffentlichte über 150 wissenschaftliche Arbeiten.
2001 erhielt er die Cothenius-Medaille. Er war korrespondierendes Mitglied der Österreichischen Akademie der Wissenschaften, Mitglied der Bayerischen Akademie der Wissenschaften (1969) und der Leopoldina. Er war unter anderem Ehrendoktor der Universität Würzburg. 1984 erhielt er das Bundesverdienstkreuz 1. Klasse. Seit 1965 war er "Wissenschaftliches Mitglied" der Max-Planck-Gesellschaft. 1996 wurde er Ehrenmitglied der Deutschen Gesellschaft für Kristallographie und erhielt 2000 die Carl-Hermann-Medaille.

## Schriften
- Kristallographie, in Handbuch der Physik, Band 7-1, Springer Verlag 1955